# Mine de charbon de Cerrejón
La mine de Cerrejón est une mine de charbon à ciel ouvert située dans le département de La Guajira, dans le nord de la Colombie. Avec une superficie de 69 000 hectares, c'est la plus grande mine de Colombie et l'une des plus grandes mines de charbon à ciel ouvert du monde. L'entité légale qui en assure l'exploitation est la Carbones del Cerrejón Ltd, coentreprise de trois multinationales minières, BHP Billiton, Anglo American et Glencore, chacune détenant 33,33 % des parts. En 2006, les parts de Glencore ont été rachetées par Xstrata.
La production de la mine en 2009 était de 30,3 millions de tonnes. Cerrejón contribue donc pour près de la moitié aux exportations colombiennes de charbon (73,1 millions de tonnes), ce qui permet à la Colombie d'être classée quatrième exportateur mondial de charbon en 2007[réf. nécessaire] et le dixième producteur en 2009. 
Cerrejón a donné son nom au fossile de serpent préhistorique long de 15 mètres, Titanoboa cerrejonensis, qui fut trouvé sur le site.
L'exploitation minière a cependant de nombreuses conséquences sur l'environnement et les communautés locales. La communauté de 1 200 familles afro-colombiennes de Tabaco, dans la municipalité d’Hatonuevo, a ainsi été expulsée de ses terres au début des années 2000 pour faire place à un projet d’extension de la mine. L’entreprise minière a commencé par assécher en amont la rivière Tabaco, en bétonnant et en déviant des cours d’eau souterrains qui l’alimentaient. La communauté a tenté de résister mais l’arrivée d’hommes armés, « des paramilitaires à la solde l’entreprise minière », finit par imposer violemment l’évacuation du territoire. En 2014, puis à nouveau trois ans plus tard, la mine a été condamnée par la justice colombienne à indemniser et à reloger la communauté, mais dix ans plus tard les réparations n'ont toujours pas été versées et la municipalité d’Hatonuevo, chargée de la construction du nouveau village de Tabaco, n’a pas commencé les travaux.

## Histoire

### Zone nord
En décembre 1976, un contrat d'association a été signe entre Carbocol S.A., une compagnie charbonnière d'État, et Intercor, une filiale d'ExxonMobil, pour le développement de la zone nord de Cerrejón. Ce contrat consiste en trois phases : exploration (1977-1980), construction (1981-1986) et production (1986-2009). En janvier 1999, un accord avec le gouvernement colombien a prolongé cette phase de 25 ans, soit jusqu'en 2034.
En novembre 2000, le gouvernement colombien a vendu la participation de Carbocol S.A. (50 %) à un consortium réunissant BHP Billiton, Anglo American et Glencore International AG (via sa filiale Prodeco). Plus tard, en 2006, Glencore a vendu sa part à Xstrata, avant d'en redevenir propriétaire à la suite de la fusion entre les deux compagnies.
En février 2002, ce consortium acquit d'Intercor les 50 % restants, propriété d'ExxonMobil, devenant le seul propriétaire de la zone nord de Cerrejón. En novembre 2002, la fusion entre Intercor et Carbones del Cerrejón fut légalisée et le nom d'Intercor fut changé en Carbones del Cerrejón Limited, Cerrejón.

### Zone centrale
Cette zone est subdivisée en deux zones sous contrat :
- Le filon central (communauté d'El Cerrejón) en production depuis 1981. Après différents contrats successifs avec différentes compagnies (le consortium Domi Prodeco Auxini, Prodeco, Carbones del Caribe, etc.), il fut acquis par Glencore en 1995, qui créa Carbones del Cerrejón. En 1997 Anglo American rejoignit l'opération et en 2000 BHP Billiton devint le troisième associé.
- Le filon d'Oreganal (État colombien), faisant initialement l'objet d'un contrat entre Carbones del Caribe et l'État colombien (aujourd'hui Minercol), puis en 1995 avec Oreganal qui à son tour abandonna sa participation à Carbones del Cerrejón.

### Zone de Patilla
En 2001, à la suite d'un appel d'offres public, cette zone fut assignée à un consortium composé de Carbones del Cerrejón Limited (ex-Intercor) et Cerrejón Zona Norte S.A., filiale appartenant conjointement à BHP Billiton, Anglo American et Xstrata.

### Zone sud
À la suite d'un appel d'offres en 1997, un contrat d'exploration et d'exploitation de cette zone fut alloué à un consortium réunissant BHP Billiton, Anglo American et Xstrata. Actuellement, cette zone est en phase d'exploration.

## Production

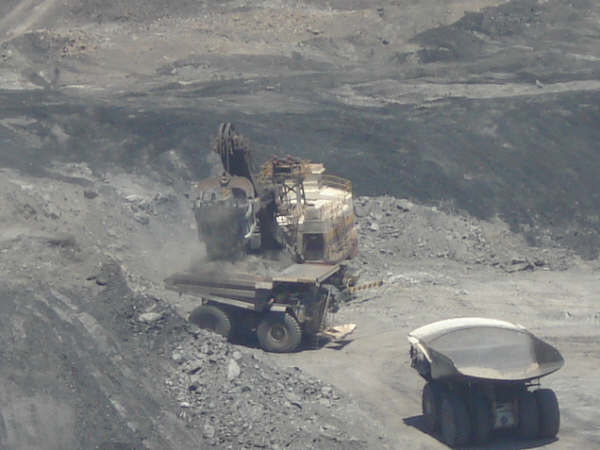
Chargement de camions à Cerrejon.

Les réserves de Cerrejón sont constituées de charbon bitumineux à faible teneur en soufre et en cendres. Le charbon est principalement utilisé pour la production électrique dans des centrales thermiques, avec également des usages dans l'industrie de l'acier et le chauffage domestique. Les réserves de surface exploitables par les contrats actuels sont de 330 millions de tonnes. Cependant les réserves totales prouvées jusqu'à une profondeur de 300 mètres sont de 3 000 millions de tonnes.
L'extraction consiste en une mine à ciel ouvert, où le sol est enlevé pour atteindre les veines de charbon. Celui-ci est ensuite chargé dans des camions qui l'apportent aux installations de broyage puis à deux silos, depuis lesquels il est chargé sur des trains.
La compagnie possède sa propre voie de chemin de fer reliant la mine au terminal de Puerto Bolívar, localité de la municipalité d'Uribia, sur la côte caribéenne. Il y a deux trains de 128 wagons, chacun transportant 12 000 tonnes de charbon par voyage. La période de rotation des trains, incluant le chargement et le déchargement, est d'environ 12 heures. Les installations du port sont aptes à charger jusqu'à 4 800 tonnes par heure sur des navires de plus de 175 000 tonnes de capacité.
La mine, le transport ferroviaire et le port sont exploités 24 heures sur 24.
Cerrejón emploie directement environ 5 300 personnes, et environ 5 000 personnes supplémentaires sont employées par des sous-traitants.